# Греч, Рик
Рик Греч (англ. Ric Grech, полное имя Ри́чард Рома́н Греч, англ. Richard Roman Grech, при рождении Гре́чко; 1 ноября 1946, Бордо, Франция — 17 марта 1990, Лестер, Англия) — британский рок-музыкант-мультиинструменталист. Известен как участник групп Family, Blind Faith, Ginger Baker's Air Force, Traffic, KGB.

## Биография
Родился 1 ноября 1946 в Бордо в украинской семье (мать — Катерина Греч, ум. 1980), в возрасте пяти лет с родителями переехал в Лестер.
Окончил католическую начальную школу Святого Сердца, затем окончил римско-католическую школу Тела Христова в Лестере. Он играл на скрипке в школьном оркестре.
В 1965 году присоединился к местной группе Farinas, заменив Тим Кирчайна. Группа в то время была в значительной степени ориентирована на блюз-рок, но затем сменила название на Family и стала экспериментировать с разными жанрами.
В сентябре 1967 года Family выпустили свой первый сингл «Scene Through The Eye of a Lens», на лейбле Liberty в Великобритании, что позволило группе подписать контракт с Reprise Records. В 1968 году выходит дебютный альбом Music in a Doll’s House, принёсший группе известность в местом андеграунде благодаря композиторским талантам Роджера Чепмена и Джона «Чарли» Уитни, а также пронзительному голосу Чепмена, но не в последнюю очередь и Гречу с его ритмичным, грохочущим басом в таких песнях как «Old Songs New Songs» и «See Through Windows», а также своей искусной игрой на виолончели и скрипке.
В феврале 1969 года был выпущен второй альбом группы под названием Family Entertainment, который был важным поворотным пунктом для Греча. В дополнение к игре на бас-гитаре и скрипке он стал автором трёх песен в альбоме: «How-Hi-The-Li», «Face In the Cloud» и «Second Generation Woman» (с вокалом Греча), которая впервые была выпущена в качестве сингла в Великобритании в ноябре 1968 года. Показательно, что, все перечисленные песни Греча, содержали очевидные отсылки к теме наркотиков — и наркотики в конечном счёте преследовали Греча на протяжении почти всей его музыкальной карьеры.
Весной 1969 года, бывший гитарист Cream Эрик Клэптон и бывший фронтмэн Traffic Стив Уинвуд основали супергруппу Blind Faith и они сразу же наняли Греча, с которым они оба джемовали, когда Клэптон играл в Bluesbreakers Джона Мэйола, а Уинвуд — в Spencer Davis Group. Тем не менее, Греч не смог дать Чепмену и Уитни соответствующее уведомление, и Family должна была отправиться в тур по США вместе с Ten Years After. Греч согласился поехать в турне c Family до тех пор, пока группа не найдёт ему замену, но на первом американском концерте 8 апреля 1969 года в Fillmore East в Нью-Йорке, Греч оказался настолько дезориентирован, что едва мог играть.
Вернувшись в Англию, Греч присоединился к Blind Faith, ударником которой стал коллега Клэптона по Cream Джинджер Бэйкер. После этого квартет начал гастрольный тур по США в поддержку альбома. Клэптон был разочарован качеством музыки и выступлений, и заявил об уходе из Blind Faith. Греч и Уинвуд остались с Бейкером, который создал группу Ginger Baker’s Air Force, в которую также вошли гитарист Дэнни Лэйн (экс-Moody Blues), саксофонист и флейтист Крис Вуд (экс-Traffic), а также несколько других музыкантов.
В октябре 1969 года Греч записал два трека для нереализованного сольного проекта: «Spending All My Days» и «Exchange And Mart». Среди приглашённых музыкантов был Джордж Харрисон. В 1970 году он появился в альбоме Грэма Бонда «Holy Magick».
Когда Ginger Baker’s Air Force распались, Уинвуд вернулся в Traffic. Туда же был приглашён и Греч в качестве басиста.
Греч записал два альбома с группой Traffic: Welcome to the Canteen и The Low Spark of High Heeled Boys. Наряду с барабанщиком Джимом Гордоном, Греч был соавтором малого хита «Rock & Roll Stew». Наркотики, однако, остались проблемой, и Уинвуд и его товарищи по группе в конце концов решили, что у них нет никакой альтернативы, кроме как уволить его.
Греч продолжил работать сессионным музыкантом, играя с Родом Стюартом, Ронни Лэйном, Вивианом Стэншоллом и Мадди Уотерсом. Он также работал с Розеттой Хайтауэр, the Crickets, Bee Gees и Грэмом Парсонсом. В январе 1973 года, он принял участие в Eric Clapton’s Rainbow Concert.
В 1973—1974 годы он сыграл в одной из многочисленных версий аккомпанирующего состава Бадди Холли The Crickets.
В 1970-х годах Греч сделал по крайней мере две попытки создать новую рок-группу, но оба раза неудачно. В 1973 году лейбл RSO Records выпустил единственный сольный альбом под названием The Last Five Years, в который вошли песни, написанные Гречем и записанные с Family, Blind Faith, Traffic, Ginger Baker’s Airforce и другими с 1968 по 1973 год.
В 1974 году принял участие в записи альбома Роджера Чепмена и Чарли Уитни, музыкантов распавшихся к тому времени Family. Греч был одним из многих специальных гостей на этой записи, что привело Чепмен и Уитни к решению создать группу Streetwalkers, куда Греч, однако, не попал.
В 1974 году была создана супергруппа KGB, куда помимо Греча (бас-гитара) вошли гитарист Майк Блумфилд (Paul Butterfield Blues Band и Electric Flag) на гитаре, барабанщик Кармайн Аппис (Vanilla Fudge, Cactus и Beck, Bogert & Appice) на барабанах, клавишник Барри Голдберг и вокалист Рэй Кеннеди. В том же году группа выпустила свой дебютный альбом, после выхода которого группу покидают Греч и Блумфилд, заявив, что они никогда не верили в проект.
Греч отошёл от музыки в 1977 году и вернулся в Лестер.
В марте 1990 года он умер в возрасте 43 лет от почечной и печёночной недостаточности, вызванной алкоголизмом.

## Дискография
Family
- Music in a Doll’s House (Jul 68, Reprise)
- Family Entertainment (Mar 69, Reprise)
- Old songs new songs (1971, Reprise) (сборник)
- Best of Family (Reprise)

Blind Faith
- Blind Faith (Aug 69, Polydor)

Ginger Baker’s Airforce
- Ginger Baker’s Air Force (Feb 70, Polydor)
- Ginger Baker’s Air Force 2 (Sep 70, Polydor)

Traffic
- Welcome to the Canteen (Sep 71, Island) (live)
- The Low Spark of High Heeled Boys (Nov 71, Island)
- Smiling Phases (Nov 91, Island)

The Palpitations (группа Эрика Клэптона)
- Eric Clapton’s Rainbow Concert (Sep 1973, Polydor) (live)
- Eric Clapton’s Rainbow Concert extended edition (Jul 1995, Polydor) (live)

The Crickets
- Remnants (1973, Mercury)
- Bubblegum, Pop, Ballads & Boogie (1973, Philips)
- Long way from Lubbock (Apr 74, Mercury)

KGB
- KGB (1975, MCA)